# Friedrich Kraefft
Friedrich Kraefft (* 6. Juli 1862 in Elberfeld; † nach 1933; vollständiger Name: Friedrich Christian Ferdinand Kraefft) war ein deutscher Jurist und preußischer Verwaltungsbeamter, der als Direktor der Oberzolldirektion und Staatsrat in Danzig wirkte.

## Leben
Friedrich Kraefft war ein Sohn des Wirklichen Geheimen Rats Ferdinand Kraefft (1832–1905), besuchte die Schule in Berlin und studierte dort Rechtswissenschaft und Cameralia. Seit 1885 gehörte er der Berliner Burschenschaft Germania an. Auch seinen Militärdienst als Einjährig-Freiwilliger leistete er im Kaiser Franz Garde-Grenadier-Regiment Nr. 2 in Berlin. Dieses verließ er 1905 im Rang eines Hauptmanns a. D.
1893 wurde Friedrich Kraefft nach dem bestandenen zweiten juristischen Staatsexamen Gerichtsassessor. Danach arbeitete er ab 1894 als Regierungsassessor in der preußischen Zollverwaltung. In den folgenden Jahren war er in Zollämtern in Ziegenhals (Oberschlesien), Thorn, Stralsund, Berlin, Breslau, Danzig, Stettin und Königsberg in leitenden Funktionen tätig.
1902 kam Friedrich Kraefft im Rang eines Regierungsrats nach Danzig. 1911 wurde er dort Oberregierungsrat und ständiger Vertreter des Präsidenten der preußischen Zollverwaltung. Anfang 1920 übernahm er die Leitung der Zollverwaltung der neu entstehenden territorial unabhängigen Freien Stadt Danzig als stellvertretender Direktor. In dieser Funktion war er auch Mitglied des Staatsrats. Später (1922?) wurde er Direktor der Oberzolldirektion.
Friedrich Kraefft war auch Mitglied im Beamtenbund in Danzig und seit 1921 dessen Vorsitzender. Am 1. November 1927 ging er in den Ruhestand. Danach lebte er nicht mehr in der Stadt, sondern (Stand 1934) in Potsdam.

## Ehrungen
Friedrich Kraefft erhielt das Eiserne Kreuz II. Klasse, den preußischen Kronenorden III. Klasse, den preußischen Roten Adlerorden III. Klasse und weitere Auszeichnungen.